# 12번째 솔저
《12번째 솔저》(노르웨이어: Den 12. mann)는 2017년에 개봉한 노르웨이의 영화이다.

## 캐스팅
주연
- 토마스 갈라스타드(노르웨이어판) : 얀 볼스루드 역
- 조나단 리스 마이어스 : 커트 스테이지 역

조연
- 매즈 소요가드 피터센 : 마리우스 그뢴볼 역
- 마리 블로쿠스(노르웨이어판) : 구드룬 그뢴볼 역
- 베가 호엘 : 시구루드 에스키란드(노르웨이어판) 역

## 수상 및 후보
- 2018년 제55회 금마장 파노라마
- 2018년 제45회 겐트 영화제 세계 영화 부문